# جاكي أوتري
جاكي أوتري (بالإنجليزية: Jackie Autry)‏ هي مسيرة رياضية أمريكية، ولدت في 2 أكتوبر 1941 في نيوآرك في الولايات المتحدة.